# Alejandro Luces
Alejandro Luces Salinas, né dans la province du Santa au Pérou le 20 janvier 1950, est un footballeur péruvien. Il jouait au poste d'attaquant.

## Biographie

### Carrière en club
Surnommé Torito (« petit taureau »), Alejandro Luces se distingue lors du championnat du Pérou de 1976 au sein de l'Unión Huaral, en formant un binôme avec Pedro Ruiz La Rosa qui permet audit club de remporter le championnat pour la première fois de son histoire. Il termine meilleur buteur du tournoi avec 17 buts.
Même s'il joue essentiellement dans des clubs du nord du Pérou - José Gálvez FBC (où il fait ses débuts), Juan Aurich, León de Huánuco - il signe à l'Universitario de Deportes de Lima en 1978. En 1980, il s'expatrie au Chili afin de jouer au Green Cross de Temuco.
Avec les clubs de l'Unión Huaral et de l'Universitario, il participe à la Copa Libertadores en 1975, 1977 et enfin 1979. Il joue 14 matchs et inscrit quatre buts dans cette compétition.

### Carrière en sélection
International péruvien, Alejandro Luces compte huit matchs en équipe nationale (trois buts marqués). Il dispute tous ses matchs en 1977, dont trois comptant pour les éliminatoires de la Coupe du monde de 1978 où il marque un but (voir ci-dessous).

#### Buts en sélection
| Buts en sélection d'Alejandro Luces | Buts en sélection d'Alejandro Luces | Buts en sélection d'Alejandro Luces | Buts en sélection d'Alejandro Luces | Buts en sélection d'Alejandro Luces | Buts en sélection d'Alejandro Luces | Buts en sélection d'Alejandro Luces |
|                                     | Date                                | Lieu                                | Adversaire                          | Score                               | Résultat                            | Compétition                         |
| ----------------------------------- | ----------------------------------- | ----------------------------------- | ----------------------------------- | ----------------------------------- | ----------------------------------- | ----------------------------------- |
| 1.                                  | 12 mars 1977                        | Estadio Nacional, Lima (Pérou)      | Équateur                            | 4-0                                 | 4-0                                 | QCM 1978                            |
| 2.                                  | 26 mai 1977                         | Port-au-Prince (Haïti)              | Haïti                               | 1-2                                 | 1-2                                 | Amical                              |
| 3.                                  | 10 juin 1977                        | Estadio Nacional, Lima (Pérou)      | Pologne                             | 1-2                                 | 1-3                                 | Amical                              |

## Palmarès
Unión Huaral
- Championnat du Pérou (1) :
  - Champion : 1976.
  - Meilleur buteur : 1976 (17 buts).